# I'm Your Home
『I'm Your Home』（アイム・ユア・ホーム）は、鶴久政治3枚目のアルバム。1993年11月19日、ポニーキャニオンよりリリース。MASARINAのアルバムを挟んで実に3年9箇月ふりのアルバム。

## 収録曲
全曲　作詞 ：秋谷銀四郎／作曲：鶴久政治
1. 君がいる青空
2. 時の止まった桟橋で
3. 素顔はつくれない
4. Sunshine
5. ふたりだけのHoly Night
6. 一秒の夢
7. あの夏の笑顔に
8. Boys & Girls
9. 真夜中すぎのLonely Live
10. Bye Bye Bye